# William Congreve
William Congreve (24. ledna 1670 Bardsey, West Yorkshire, Anglie – 19. ledna 1729, Londýn) byl anglický básník, dramatik a politik.

## Život

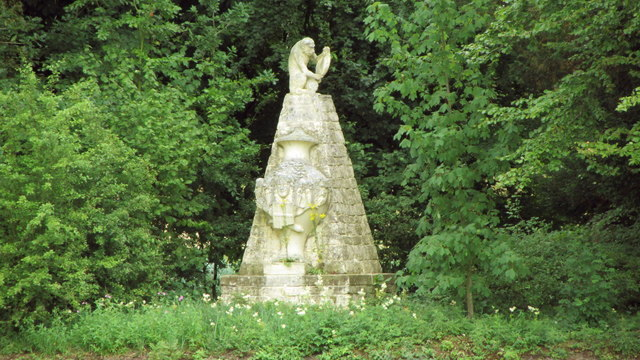
Pomnik spisovatele ve Stowe Park, Buckinghamshire.

William Congreve se narodil 24. ledna 1670 v obci Bardsey na okraji Leedsu. Jeho rodiče byli William Congreve (1637–1708) a Mary rozená Browningová (1636?–1715). Rodina se v roce 1672 přestěhovala do Londýna. O dva roky později se rodina stěhovala znovu, tentokrát do irského přístavního města Youghal, kde otec sloužil u Královské irské armády.
Congreve strávil dětství v Irsku, kde se jeho otec usadil za vlády Karla II. Po absolvování Kilkenny College, kde se setkal s Jonathanem Swiftem, studoval na Trinity College v Dublinu. Poté se zapsal ke studiu práv na Inns of Court v Londýně, ale více se věnoval literatuře a divadlu. Pod pseudonymem Cleophil vydal v roce 1692 svou prvotinu, Incognita: or, Love and Duty reconcil'd. Práce sedmnáctiletého mladíka si získala značnou pozornost. Stal se žákem Johna Drydena, se kterým se setkal na schůzkách literárních kruhů, které se konaly v kavárně Will's v Covent Garden District v Londýně. Dryden podporoval Congreveho dílo po celý život. Psal také bezplatně úvody k některým jeho publikacím.
William Congreve zformoval anglickou komedii charakteristickou hojným užíváním satiry a svěžími dialogy. Congreve dosáhl popularity okolo roku 1693, kdy napsal některé z nejznámějších anglických her z období Restaurace. Tato doba se vyznačovala i tím, že ženské role začínaly být hrány ženami. Jednou z nejoblíbenějších hereček Congreveho společnosti byla Anne Bracegirdleová, která účinkovala v mnoha ženských hlavních rolích jeho her.
Svou první hru, The Old Bachelor, napsal, aby se zabavil během rekonvalescence. Premiéra se konala v roce 1693 v Theatre Royale, Drury Lane a byl to jednoznačný úspěch. Hrála se po dobu dvou týdnů. Jeho druhá hra, The Double-Dealer, již tak úspěšná nebyla. Do svých třiceti let napsal celkem čtyři komedie, včetně Love for Love (premiéra 30. dubna 1695 v divadle Lincoln's Inn Field), která byla téměř stejně dobře přijata jako jeho prvotina. Nepříliš úspěšná byla další komedie The Way of the World (premiéra v březnu 1700). Dnes však je považována za mistrovské dílo a často hrána. Naopak tragédie The Mourning Bride (1697) byla ve své době mimořádně populární, dnes však je téměř zapomenuta. V důsledku jeho úspěchu na literárním poli získal funkci jednoho z pěti komisařů pro licencování fiakristů.
Congreveho divadelní kariéra byl úspěšná, ale krátká. V letech 1693–1700 napsal pouze pět divadelních her. Částečně to bylo způsobeno i změnou vkusu obecenstva, které se odvracelo od lechtivých komedií, které byly jeho doménou. Začal převládat názor, že Congreveho komedie ohrožují morálku společnosti. Je to zřejmé i z kritiky, kterou publikoval Jeremy Collier pod názvem A Short View of the Immorality and Profaneness of the English Stage (Krátký pohled na nemorálnost a zrůdnost anglické scény). Congreve odpověděl statí: Amendments of Mr. Collier's False and Imperfect Citations (Dodatky k falešným a nepřesným citacím pana Colliera). Pro divadlo pak ještě napsal dvě operní libreta a překládal díla Molièrova.
Byl členem literárně-politického klubu whigů Kit-Kat Club a svou aktivitu postupně přesouval od literatury k politice. Král Jiří I. jej jmenoval do politické funkce na Jamajce. I tam pokračoval v literární činnosti, ale jeho styl se výrazně změnil. Psal poesii a překládal díla Homérova, Juvenalova, Ovidiova a Horatiova.
Již v roce 1710 trpěl dnou a šedým zákalem. Koncem září 1728 utrpěl dopravní nehodu, při níž byl zraněn. Na následky zranění zemřel v Londýně v lednu 1729. Byl pohřben ve Westminsterském opatství.

## Dílo

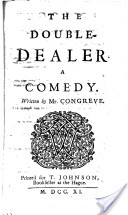
Titulní strana komedie The Double Dealer.

- The Old Bachelor (1693)
- The Double Dealer (1694)
- Love for Love (1695)
- The Mourning Bride (1697)
- The Way of the World (1700)